# Ben Gardane (délégation)
Pour les articles homonymes, voir Gardane.
Ben Gardane est une délégation tunisienne dépendant du gouvernorat de Médenine.
| Hommes | Classe d’âge | Femmes |
| ------ | ------------ | ------ |
| 1 865  | 75 ou +      | 1 867  |
| 4 073  | 60-74 ans    | 4 316  |
| 7 270  | 45-59 ans    | 7 592  |
| 10 394 | 30-44 ans    | 10 903 |
| 8 381  | 15-29 ans    | 8 596  |
| 12 860 | 0-14 ans     | 12 387 |